# ATP Challenger Dharwad
Der ATP Challenger Dharwad (offiziell: PVG Open) war ein Tennisturnier, das 2003 und 2006 in Dharwad, Indien, stattfand. Es gehörte zur ATP Challenger Tour und wurde im Freien auf Hartplatz gespielt.

## Liste der Sieger

### Einzel
| Jahr                         | Sieger          | Finalgegner    | Ergebnis      |
| ---------------------------- | --------------- | -------------- | ------------- |
| 2006                         | Viktor Troicki  | Łukasz Kubot   | 2:6, 6:4, 6:4 |
| 2004–2005: nicht ausgetragen |                 |                |               |
| 2003                         | Danai Udomchoke | Wang Yeu-tzuoo | 7:65, 6:1     |

### Doppel
| Jahr                         | Sieger                                | Finalgegner                           | Ergebnis      |
| ---------------------------- | ------------------------------------- | ------------------------------------- | ------------- |
| 2006                         | Kamil Čapkovič Lukáš Lacko            | Sanchai Ratiwatana Sonchat Ratiwatana | 6:3, 7:5      |
| 2004–2005: nicht ausgetragen |                                       |                                       |               |
| 2003                         | Sanchai Ratiwatana Sonchat Ratiwatana | Prakash Amritraj Rik De Voest         | 3:6, 6:3, 7:5 |